# Lathroeus
Lathroeus es un género de escarabajos longicornios de la tribu Acanthocinini.

## Especies
- Lathroeus decoratus (Melzer, 1932)
- Lathroeus immaculatus Nascimento, Bravo & M. A. Monné, 2016
- Lathroeus interrogationis (Bates, 1863)
- Lathroeus mysticus Melzer, 1932
- Lathroeus oreoderoides Thomson, 1864
- Lathroeus simillimus (Melzer, 1932)
- Lathroeus zikani (Melzer, 1931)